# Vico Thompson

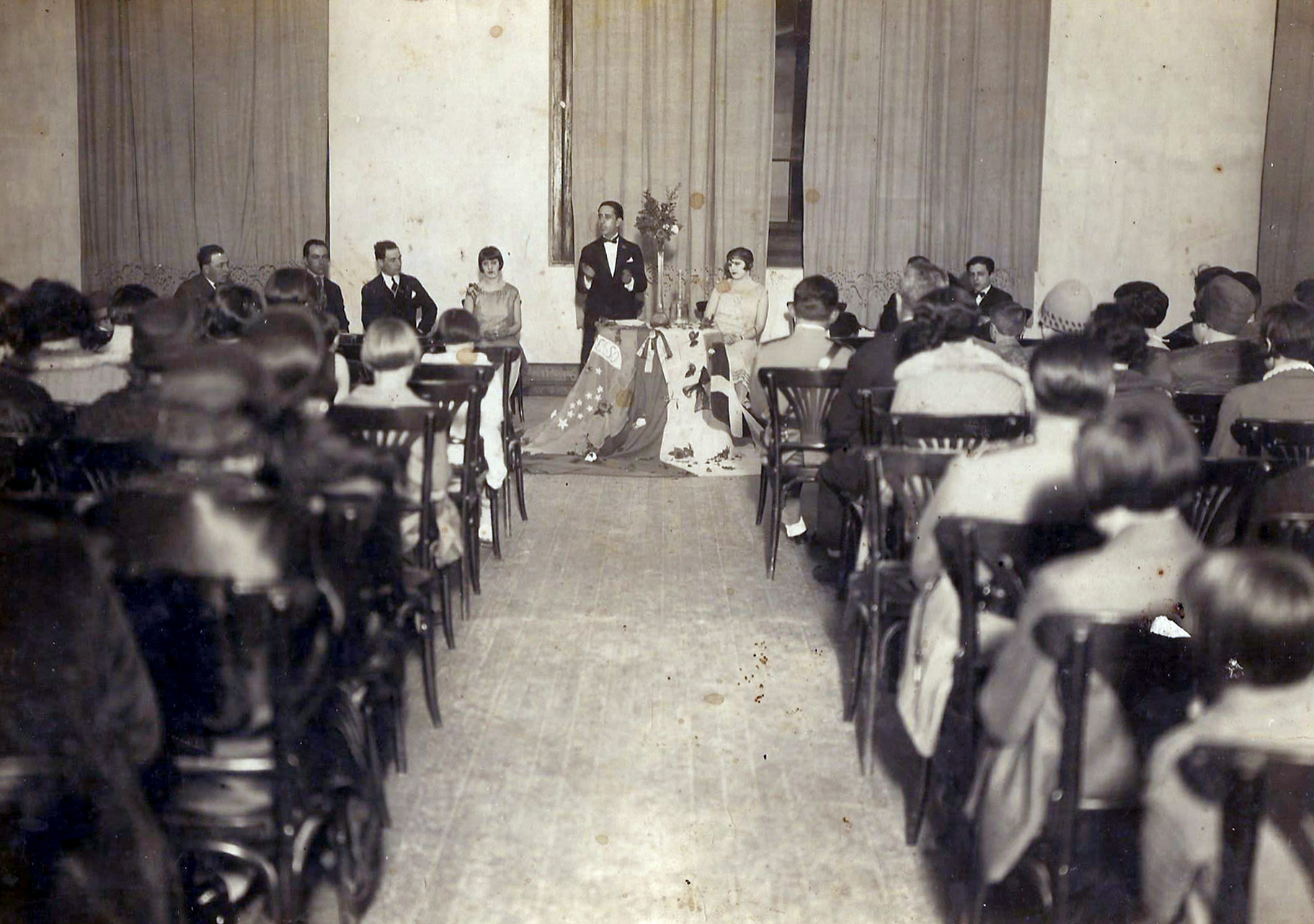
Assembleia de fundação do Eden Juventudista. No fundo, de pé, o poeta Vico Thompson, ao seu lado, sentada, a primeira presidente Ida Sartori Paternoster.

Vico Parolini Thompson (Caxias do Sul, 1899 – São Paulo, 14 de agosto de 1935) foi um empresário, professor, jornalista e poeta brasileiro.
Era filho de João Thompson e Ignez Parolini. Sua mãe pertencia a uma família tradicional da cidade e seu pai era um destacado empresário do ramo dos transportes. Vico inicialmente pretendeu ser padre, mas sua saúde frágil impediu a realização do projeto. Então passou a colaborar nos negócios de sua família e voltou-se para a vida cultural e a literatura, onde viria a deixar sua marca mais importante.
Deu aulas no Colégio Murialdo de Ana Rech e em escolas do Distrito de Vila Seca, organizou a biblioteca da Associação dos Comerciantes, foi fundador e presidente da Congregação Mariana, ligada às Damas de Caridade, fundador do Patronato São Francisco, instituição para jovens com fins moralizantes e recreativos, colaborador do jornal O Regional e membro do Ateneu Caxiense. Também foi 2º secretário do Esporte Clube Juventude.
Vico Thompson foi uma figura importante no mundo das letras e da intelectualidade caxiense em um período em que a cultura local começava a se estruturar. Deixou as coleções de poemas Revoadas Virgens (1923), Ideais em Flor (1924) e A Caravana do Silêncio (1926). Sua vocação inicial para o sacerdócio manifestou-se na temática religiosa de boa parte de sua produção e na sua associação com organizações beneficentes ligadas à Igreja. Foi apreciado orador e várias vezes louvado na imprensa da época por suas poesias, chamado de "poeta mavioso", "grandemente admirado", "um artista da fé e do amor". Dom Aquino Correa, bispo de Cuiabá, dedicou-lhe um soneto. J. Pio assim se referiu a ele:
"Para comentar, embora ligeiramente, as Revoadas Virgens do jovem poeta Vico Thompson dir-se-ia ser necessário envergar a castíssima túnica branca das vestais, essas que em idades clássicas desvelaram pela sagrada chama. [...] E tal é a candura, tal a piedade que emanam dos versos límpidos e perfeitos do recente livro, que deles tratar com vestes profanas seria enodoá-los. A mais ingênua e a mais pura das donzelas acredito que não lograria inspiração mais terna, nem mais cândida emoção do que o sr. Vico Thompson ao escrever, quiçá com tinta roubada aos anjos. [...] Entretanto, o novo poeta não é apenas doçura. Há também no seu livro de estreia — cuja versatilidade de formas poéticas vem atestar o seu absoluto domínio sobre quaisquer dificuldades técnicas — rubros tons épicos, onde vibram ressonâncias de metais e tambores".
Também foi marcante sua atuação no Éden Juventudista, agremiação cultural e beneficente feminina fundada em 1926 junto ao Recreio da Juventude por ele e um grupo de senhoritas da "fina flor da sociedade caxiense", pela primeira vez admitindo as mulheres na organização de atividades oficiais do clube. Nas palavras de Rodrigo Lopes, "graças ao empenho do poeta, o Recreio da Juventude rompeu os costumes de uma época bastante conservadora, permitindo a contribuição feminina na organização de diversas atividades culturais". A primeira diretoria do Éden foi composta de Ida Paternoster (presidente), Léa Spada (1ª secretária), Vênus de Mello (2ª secretária), Omar Piccoli (1ª tesoureira) e Hermínia Pauletti (2ª tesoureira). No Conselho Fiscal, Natália Benetti, Rina Ártico, Alice Pasetti, Verônica Rosina e Flora Fabris.
Seu obituário enfatizou sua inteligência e sua dedicação à cultura, e foi biografado na revista Terra Fluminense de 1937. Apesar da fama que ganhou em vida, sua obra poética hoje está muito esquecida. Contudo, foi nomeado patrono da cadeira nº 12 da Academia Caxiense de Letras como um dos pioneiros da literatura caxiense, e seu nome batiza uma rua na cidade. Sua vida foi enfocada no livro Vultos da Cultura e Arte de Caxias do Sul, de Salvador Hoffmann e Nelly Veronese Mascia, e sua atuação no Éden Juventudista foi recuperada várias vezes nas últimas décadas.